# 圣若梅广场

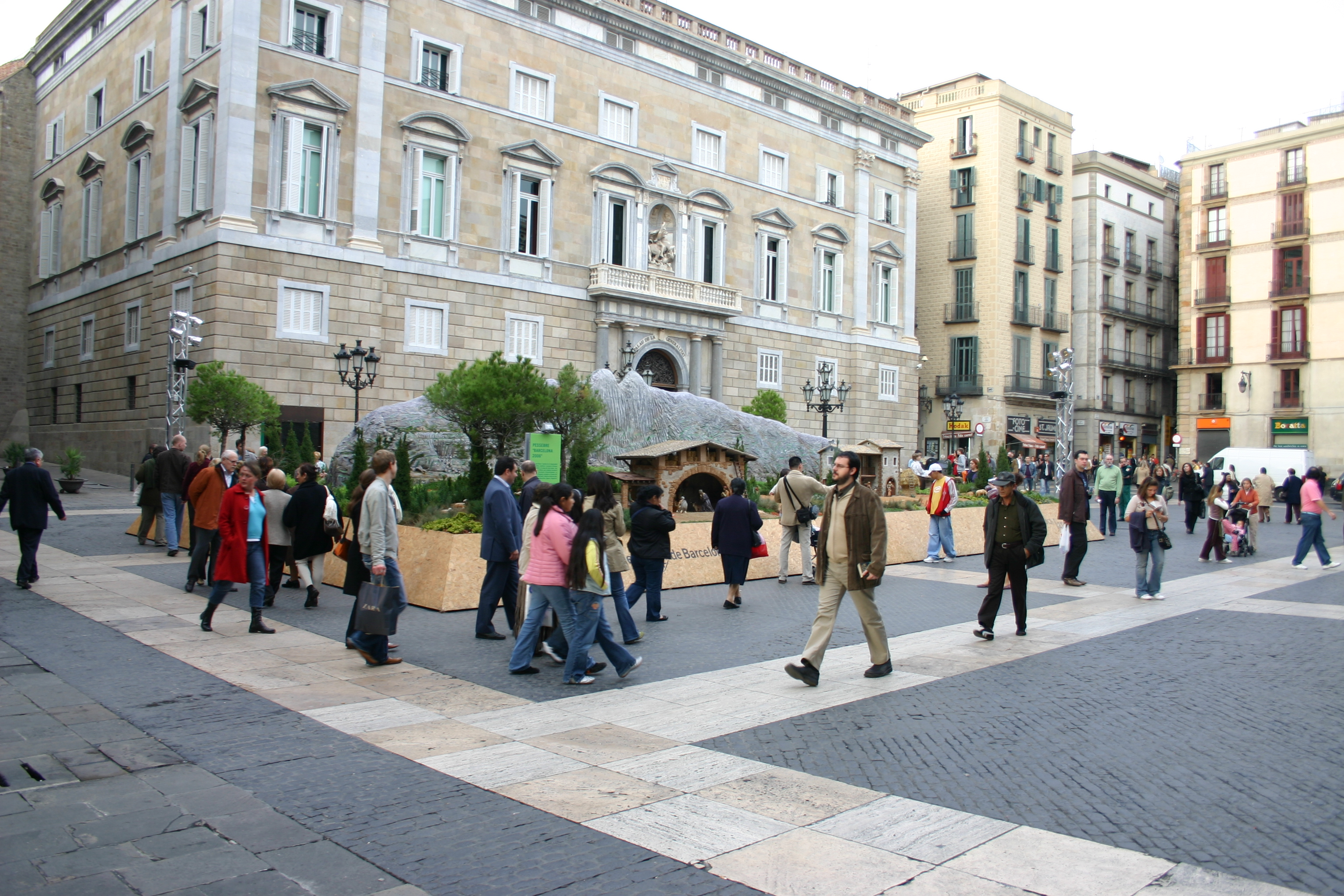
圣若梅广场

圣若梅广场（plaça de Sant Jaume）是巴塞罗那的城市行政中心。
早期罗马殖民地的两条主要街道就经过此处，路口有一个广场和奥古斯都庙，它的四根立柱还在今天的天堂街10号。 
它目前的名称得名于中世纪这个地方的圣雅各伯教堂。教堂前的门廊曾经是市议会所在地。起初广场颇小，1823年拆除教堂，以打通广场和费南街，成为今天的情形。
目前，加泰罗尼亚自治区政府和巴塞罗那市政厅都设于此处。